# John Caister Bennett
John Caister Bennett, también llamado Jack Bennet (Estcourt, Natal; 6 de abril de 1914-Pretoria; 30 de mayo de 1990) fue un astrónomo amateur sudafricano.

## Inicios y descubrimientos
Su madre era británica y su padre era de Tasmania. Durante la Segunda Guerra Mundial sirvió como soldado en Sudáfrica, Egipto e Italia.  El interés de Bennett por la astronomía comenzó desde niño, cuando su madre le mostró el cielo estrellado con la Cruz del Sur y los planetas en el camino a casa después de las visitas nocturnas a la iglesia y le contó sobre su observación del cometa Halley en 1910.
Se dedicó principalmente a la búsqueda de cometas, descubrió el cometa que ahora lleva su nombre, el cometa Bennett, tras una búsqueda de más de 333 horas el 28 de diciembre de 1969.Un año antes, descubrió la supernova SN 1968L en la galaxia M83. Otro de sus hallazgos se produjo el 13 de noviembre de 1974, después de 482 horas más de búsqueda, se trataba del cometa C/1974 V2 (Bennett).
Se convirtió en presidente de la Sociedad Astronómica del Sur de África (en inglés: Astronomical Society of Southern Africa, ASSA) en 1969 y miembro Asociación Astronómica Británica. La ASSA le otorgó prestigiosa Medalla Gill por sus servicios a la astronomía en 1970 y en 1986 recibió un título honorífico de Maestría en Ciencias de la Universidad de Witwatersrand.
Entre 1969 y 1974, compiló 152 objetos en el cielo austral que podrían confundirse con un cometa. Esta lista, más tarde se  denominaría catálogo Bennett,este incluye 26 entradas del catálogo Messier, la constelación más rica en objetos Bennett es Sagitario, seguida de Ofiuco.
En 1985 comenzó a sufrir de artritis, debido al deterioro de su salud decidió vender su casa en Pletoria y se mudó a una residencia de ancianos. Murió en 1990, a los 76 años.

## Eponimia
El asteroide (4093) Bennett fue nombrado así en su honor.